# Vojnici
Vojnici (izvirno srbsko Војници) je naselje v Srbiji, ki upravno spada pod Občino Babušnica; slednja pa je del Pirotskega upravnega okraja.

## Demografija
V naselju živi 90 polnoletnih prebivalcev, pri čemer je njihova povprečna starost 50,6 let (51,9 pri moških in 49,3 pri ženskah). Naselje ima 42 gospodinjstev, pri čemer je povprečno število članov na gospodinjstvo 2,48.
To naselje je, glede na rezultate popisa iz leta 2002, večinoma srbsko.
|  |

| Demografija | Demografija     | Demografija     |
| Leto        | Št. prebivalcev | Št. prebivalcev |
| ----------- | --------------- | --------------- |
|             |                 |                 |
|             |                 |                 |
|             |                 |                 |
|             |                 |                 |
| 1948        | 464             |                 |
| 1953        | 441             |                 |
| 1961        | 380             |                 |
| 1971        | 287             |                 |
| 1981        | 237             |                 |
| 1991        | 139             | 139             |
| 2002        | 104             | 104             |
|             |                 |                 |

| Etnična sestava po popisu iz leta 2002 | Etnična sestava po popisu iz leta 2002 | Etnična sestava po popisu iz leta 2002 | Etnična sestava po popisu iz leta 2002 | Etnična sestava po popisu iz leta 2002 |
| -------------------------------------- | -------------------------------------- | -------------------------------------- | -------------------------------------- | -------------------------------------- |
| Srbi                                   | Srbi                                   |                                        | 103                                    | 99,03%                                 |
| Romuni                                 | Romuni                                 |                                        | 1                                      | 0,96%                                  |
| Neznano                                | Neznano                                |                                        | 0                                      | 0,0%                                   |